# Коммунист (Ошская область)
Коммунист (кирг. Коммунист) — село в Кара-Сууском районе Ошской области Кыргызстана. Входит в состав Кызыл-Кыштакского айылного аймака.

## География
Село расположено в северо-западной части области, на расстоянии приблизительно 20 километров (по прямой) к юго-западу от города Кара-Суу, административного центра района. Абсолютная высота — 944 метра над уровнем моря.

## Население
Согласно оценочным данным Национального статистического комитета Кыргызской Республики, численность населения села на начало 2023 года составляла 3622 человека.
| год     | 2009 | 2014 | 2015 | 2020 | 2021 | 2023 |
| ------- | ---- | ---- | ---- | ---- | ---- | ---- |
| человек | 2110 | 2490 | 2552 | 3461 | 3545 | 3622 |